# Dobrodol
Dobrodol (cyr. Добродол) – wieś w Serbii, w Wojwodinie, w okręgu sremskim, w gminie Irig. W 2011 roku liczyła 107 mieszkańców.